# Хребет Черського
Хребет Черського (якут. Черскэй хайалара) — частина Момсько-Черської області, пасмо гір в північно-східному Сибіру. Входить до складу Східносибірського нагір'я.
Момський природний парк — заповідна територія, розташована на півдні хребта.

## Географія
Хребет має протяжність близько 1500 км з північного заходу на південний схід, через Якутію та Магаданську область. Найвища гора — Побєда, заввишки 3003 м (3147 м за застарілими даними). У центральній частині з півдня на північ, у вузькій долині, хребет перетинає річка Індигірка.
Хребет Черського разом із сусіднім Верхоянським хребтом суттєво впливає на клімат Сибіру. Гірські хребти ускладнюють переміщення на захід повітряних потоків, зменшуючи кількість снігових опадів на західних рівнинах.

### Хребти другого порядку
До складу хребта Черського включають низку гір другого порядку, що прямують, як правило, з північного заходу на південний схід: Між річками Яна та Індигірка:
- Хребет Хадаранья, найвища точка — 2185 м.
- Хребет Кігілях, найвища точка — 1548 м, біля річки Адича.
- Хребет Тас-Каяхтах, найвища точка — 2356 м.
- Хребет Курундя, найвища точка — 1919 м.
- Хребет Челмагін, найвища точка — 2547 м.
- Хребет Догдо, найвища точка — 2272 м.
- Хребет Сіляп, найвища точка — 2703 м.
- Ян-Оймяконське нагір'я
  - Ельгінське плоскогір'я, найвища точка — 1590 м.
  - Оймяконське плоскогір'я, найвища точка — 1400 м.
  - Янське плоскогір'я, найвища точка — 1770 м.

Між річками Адича та Сартанг:
- Хребет Тирехтях
- Хребет Нельгесін

У басейні верхів'їв Колими:
- Хребет Улахан-Чистай, найвища точка — 3003 м, на півдні.
- Хребет Черге, найвища точка — 2332 м.
- Хребет Ангачак[en], найвища точка — 2293 м.
- Арга-Тас[en], найвища точка — 2400 м.

Між річками Чибагалах та Адича
- Хребет Чибагалах, найвища точка — 2449 м.
- Хребет Боронг, найвища точка — 2681 м.

Між річками Індигірка та Нера:
- Тас-Кистабит, найвища точка — 2341 м.
- Халканський хребет, найвища точка — 1615 м, південне продовження Тас-Кистабиту.

Деякі вчені включають до складу хребта Черського:
- хребет Кюн-Тас[en], найвища точка — 1242 м.
- Селенняхський  хребет[en], найвища точка — Салтаг-Тас[en] (2021 м).
- Момський хребет, найвища точка — 2533 м.

Інші хребти у складі Черського:
- Хребет Іргичин
- Порожний хребет
- Хребет Інялін,
- Хребет Волчан
- Хребет Сілен
- Хребет Онель
- Нендельгін[4]

## Історія
Хребет Черського є одним з останніх значних географічних об'єктів, що з'явилися на світовій карті. Він був відкритий С. В. Обручевим в 1926 році і названий по імені польського дослідника і географа Яна (Івана) Черського, померлого під час експедиції до Північно-східного Сибіру в 1892 році. Нанесений на карти під час аерофотозйомки 1932–1933 років партією Косянтина Саліщева.

## Тектоніка
Точні межі між Євразійською і Північноамериканською тектонічними плитами в районі хребта Черського ще не повністю вивчені і є предметом поточних досліджень. У 1980-х роках хребет Черського вважався зоною рифтингу континентальної кори. Але наразі панує думка, що хребет Черського є місцем стику і стискання між двома тектонічними плитами. На хребті Черського розташовано трійник від якого прямують Улаханський розлом на схід, рифт моря Лаптєвих на північ.

## Найвищі вершини
| № | Назва        | Назва гірського масиву чи хребта          | Висота, м | Висота, м |
| - | ------------ | ----------------------------------------- | --------- | --------- |
| 1 | Побєда       | Буордахський масив (хребет Улахан-Чистай) | 3003      |           |
| 2 | Гора Чен     | Сіляпський хребет                         | 2690      |           |
| 3 | Б/н          | хребет Боронг                             | 2681      |           |
| 4 | Б/н          | Чемалгінський хребет                      | 2547      |           |
| 5 | Б/н          | Момський хребет                           | 2480      |           |
| 6 | Б/н          | хребет Арга-Тас                           | 2400      |           |
| 7 | Пік Абориген | хребет Вел. Аннгачак                      | 2286      |           |
| 8 | Б/н          | хребет Хадаранья                          | 2185      |           |

## Виноски
1. 1 2  Гора Победа (англ.). Peakbagger.com[d]. Процитовано 21 травня 2013.
2. ↑  Moma Natural Park Official site. Архів оригіналу за 29 вересня 2019. Процитовано 7 листопада 2019. [Архівовано 2019-09-29 у Wayback Machine.]
3. ↑  Chersky Range // Great Russian Encyclopedia: [in 35 vols.] / Ch. ed. Yu.S. Osipov . — M , 2004—2017.
4. ↑  Oleg Leonidovič Kryžanovskij, A Checklist of the Ground-beetles of Russia and Adjacent Lands. p. 15
5. ↑  «Geodynamics and Late Cenozoic Evolution of the Asia/Pacific Transitional Zone», in Tectonics, International Geological Congress Staff, 27th International Geological Congress, Published 1984 by VSP. Архів оригіналу за 10 вересня 2016. Процитовано 18 травня 2009.
6. ↑  The Physical Geography of Northern Eurasia, ed. Maria Shahgedanova, published by Oxford University Press 2003. Архів оригіналу за 4 серпня 2016. Процитовано 18 травня 2009.
7. ↑  Хребет Черського (англ.). Peakbagger.com[d].